# Kristoffer Nielsen
Kristoffer Gudmund Nielsen (født 25. maj 1985) er en dansk tidligere cykelrytter. Han cyklede for det danske hold Team Capinordic og vandt Okolo Slovenska i 2007.